# Marcilly-le-Châtel
Marcilly-le-Châtel település Franciaországban, Loire megyében. Lakosainak száma 1395 fő (2022. január 1.). Marcilly-le-Châtel Chalain-d’Uzore, Marcoux, Montverdun, Pralong és Saint-Bonnet-le-Courreau községekkel határos.

## Népesség
A település népességének változása:
| Lakosok száma | 687  | 760  | 856  | 1175 | 1345 | 1385 | 1390 | 1391 | 1386 | 1395 |
|               | 1968 | 1982 | 1990 | 2006 | 2013 | 2015 | 2017 | 2019 | 2020 | 2022 |